# Горішнє Кипиново
Горішнє Кипи́ново (болг. Горно Къпиново) — село в Кирджалійській області Болгарії. Входить до складу общини Кирково.

## Населення
За даними перепису населення 2011 року у селі проживали 294 особи.
Національний склад населення села:
| Національність   | Кількість осіб | Відсоток |
| ---------------- | -------------- | -------- |
| болгари          | 223            | 90,3%    |
| турки            | 0              | 0%       |
| цигани           | 0              | 0%       |
| інша             | 7              | 2,8%     |
| не визначились   | 17             | 6,9%     |
| Всього відповіли | 247            |          |

Розподіл населення за віком у 2011 році:
Динаміка населення: